# 天鷹座60
天鷹座60，又名BD-02 5781，HD 213789、SAO 146160、HR 8590，是天鷹座的一颗恒星，视星等为5.89，位于銀經64.89，銀緯-48.33，其B1900.0坐标为赤經22h 28m 53.6s，赤緯-2° -48.33′ 20″。